# Segga
Segga   (segle VI - segle VI) fou rei usurpador visigot el 588.
Després de la conversió del rei Recared al catolicisme, la reacció ariana no es va fer esperar. El bisbe arià de Mèrida, Sunna, i els nobles gots Segga i Vagrila (probablement comtes) van projectar assassinar el bisbe local catòlic, Massona, i el dux de Lusitània Claudi i alçar a tota la província, proclamant rei Segga. No se sap el desenvolupament de la conspiració, però sembla que alguns nobles gots que havien accedit a tornar al catolicisme, van recuperar la seva antiga fe, i que molts ciutadans romans (suposadament catòlics) se'ls van unir. Al fracassar l'intent d'assassinat de Massona, un dels conjurats, el futur rei Viteric, segurament comte, va revelar els detalls de la conjura. Claudi va sufocar fàcilment l'intent. A Segga se li van tallar les mans (càstig que sembla haver estat reservat als usurpadors), es van confiscar les seves propietats i va ser desterrat a Galícia. Vagrila es va refugiar en una església de Mèrida, i el rei va ordenar confiscar les seves propietats i lliurar-les a l'esmentada església, però el Bisbe Massona el va perdonar i els va tornar.